# 川原村 (和歌山県)
川原村（かわはらむら）は、和歌山県那賀郡にあった村。現在の紀の川市の北東部、紀の川支流・名手川の流域、和歌山線・名手駅の北方一帯にあたる（名手駅自体は村域に含まない）。

## 地理
- 河川：名手川

## 歴史
- 1889年（明治22年）4月1日 - 町村制の施行により、野上村・馬宿村・西川原村・東川原村・上丹生谷村および下丹生谷村の大部分（飛地を除く）・粉河村の一部（飛地）の区域をもって発足。
- 1955年（昭和30年）4月1日 - 粉河町・長田村・竜門村と合併し、改めて粉河町が発足。同日川原村廃止。